# Liste der Nummer-eins-Hits in Österreich (2011)
Dies ist eine Liste der Nummer-eins-Hits in Österreich im Jahr 2011. Sie basiert auf den Top 75 der österreichischen Charts bei den Singles und bei den Alben. 20 Singles und 32 Alben standen in diesem Jahr auf Platz eins.

## Singles
| ← 2010 ← | Liste der Nummer-eins-Hits in Österreich | Liste der Nummer-eins-Hits in Österreich | Liste der Nummer-eins-Hits in Österreich | 2012 →                    |
| \| Zeitraum \| Wo. ges. \| Interpret \| Titel Autor(en) \| Zusätzliche Informationen \| \| (Zeitraum, Wochen auf Platz eins, Interpret, Titel, Autor[en], zusätzliche Informationen) \| \| \| \| \| \| ----------------------------------------------------------------------------------------- \| -------- \| ------------------------------------- \| ------------------------------------------------------------------------------------------------------------------------------------------------------------------------------- \| ------------------------- \| \| 10. Dezember 2010 – 27. Januar 2011 7 Wochen \| 7 \| The Black Eyed Peas \| The Time (Dirty Bit) Will Adams, Allan Apll Pineda, Jaime Luis Gomez, Stacy Ferguson, Adam Charles Wood Freeland, Alexander Charles Lachlan Drury \| – \| \| 28. Januar 2011 – 3. Februar 2011 1 Woche \| 1 \| Trackshittaz \| Guuugarutz Lukas Plöchl \| – \| \| 4. Februar 2011 – 10. Februar 2011 1 Woche (insgesamt 5) \| 5 \| Martin Solveig & Dragonette \| Hello Martin Solveig, Martina Sorbara \| – \| \| 11. Februar 2011 – 17. Februar 2011 1 Woche \| 1 \| Cornelia Mooswalder \| Should Have Let You Love Me Stefanie J. Ridel, Michael Dennis Smith, Thomas Lee James \| – \| \| 18. Februar 2011 – 17. März 2011 4 Wochen (insgesamt 5) \| 5 \| Martin Solveig & Dragonette \| Hello Martin Solveig, Martina Sorbara \| – \| \| 18. März 2011 – 14. April 2011 4 Wochen \| 4 \| Lady Gaga \| Born This Way Fernando Garibay, Paul Blair, Stefani Germanotta, Jeppe Breum Laursen \| – \| \| 15. April 2011 – 21. April 2011 1 Woche (insgesamt 2) \| 2 \| Jennifer Lopez feat. Pitbull \| On the Floor Armando Christian Perez, Nadir Khayat, Gonzalo Hermosa Gonzáles, Ulises Hermosa Gonzáles, Kinda Vivianne Hamid, Bilal Hajji, Achraf Jannusi, Geraldo Jacop Sandell \| – \| \| 22. April 2011 – 28. April 2011 1 Woche \| 1 \| Caro Emerald \| A Night Like This David Christiaan Schreurs, Jan P. K. van Wieringen, Vincent Paul Degiorgio \| – \| \| 29. April 2011 – 5. Mai 2011 1 Woche (insgesamt 2) \| 2 \| Jennifer Lopez feat. Pitbull \| On the Floor Armando Christian Perez, Nadir Khayat, Gonzalo Hermosa Gonzáles, Ulises Hermosa Gonzáles, Kinda Vivianne Hamid, Bilal Hajji, Achraf Jannusi, Geraldo Jacop Sandell \| – \| \| 6. Mai 2011 – 19. Mai 2011 2 Wochen \| 2 \| Snoop Dogg vs. David Guetta \| Sweat Calvin Broadus, Niles Holowell-Dhar, David Singer Vine \| – \| \| 20. Mai 2011 – 16. Juni 2011 4 Wochen \| 4 \| Pietro Lombardi \| Call My Name Dieter Bohlen \| – \| \| 17. Juni 2011 – 23. Juni 2011 1 Woche \| 1 \| LMFAO feat. Lauren Bennett & GoonRock \| Party Rock Anthem Stefan Kendal Gordy, Skyler Husten Gordy, David Jamahl Listenbee, Peter Henry Schroeder III \| – \| \| 24. Juni 2011 – 11. August 2011 7 Wochen \| 7 \| Alexandra Stan \| Mr. Saxobeat Andrei Nemirschi, Vasile Marcel Prodan \| – \| \| 12. August 2011 – 8. September 2011 4 Wochen \| 4 \| Lucenzo feat. Don Omar \| Danza Kuduro William Omar Landron Rivera, Fabrice Cyril Toigo, Philippe Louis de Oliveira, Faouzi Barkati, Ali Fitzgerald Moore \| – \| \| 9. September 2011 – 22. September 2011 2 Wochen \| 2 \| Sak Noel \| Loca People (What the F**k!) Isaac Mahmood Noell \| – \| \| 23. September 2011 – 29. September 2011 1 Woche \| 1 \| Maroon 5 feat. Christina Aguilera \| Moves Like Jagger Benjamin Levi, Ammar Malik, Karl Johan Schuster, Adam Noah Levine \| – \| \| 30. September 2011 – 6. Oktober 2011 1 Woche \| 1 \| James Morrison \| I Won’t Let You Go James Morrison Catchpole, Martin Brammer, Stephen Paul Robson \| – \| \| 7. Oktober 2011 – 13. Oktober 2011 1 Woche \| 1 \| Marlon Roudette \| New Age Guy Antony Chambers, Marlon Roudette \| – \| \| 14. Oktober 2011 – 17. November 2011 5 Wochen \| 5 \| Hubert von Goisern \| Brenna tuats guat Hubert von Goisern \| – \| \| 18. November 2011 – 24. November 2011 1 Woche \| 1 \| Aura Dione \| Geronimo Aura Dione, David Jost, Joacim Persson, Thomas Troelsen, Ian O’Brien-Docker \| – \| \| 25. November 2011 – 1. Dezember 2011 1 Woche \| 1 \| Flo Rida \| Good Feeling Leroy Kirkland, Pearl Woods, Etta James, Tim Bergling, Lukasz Gottwald, Tramar Dillard, Breyan Stanley Isaac, Arash Andreas Pournouri, Henry Russell Walter \| – \| \| 2. Dezember 2011 – 12. Januar 2012 6 Wochen \| 6 \| Taio Cruz feat. Flo Rida \| Hangover Lukasz Gottwald, Henry Russell Walter, Taio Cruz \| – \| |                                          |                                          | |                           |
| ← 2010 |                                          |                                          | | → 2012 →                  |
| Zeitraum | Wo. ges.                                 | Interpret                                | Titel Autor(en) | Zusätzliche Informationen |
| (Zeitraum, Wochen auf Platz eins, Interpret, Titel, Autor[en], zusätzliche Informationen) |                                          |                                          | |                           |
| 10. Dezember 2010 – 27. Januar 2011 7 Wochen | 7                                        | The Black Eyed Peas                      | The Time (Dirty Bit) Will Adams, Allan Apll Pineda, Jaime Luis Gomez, Stacy Ferguson, Adam Charles Wood Freeland, Alexander Charles Lachlan Drury                               | –                         |
| 28. Januar 2011 – 3. Februar 2011 1 Woche | 1                                        | Trackshittaz                             | Guuugarutz Lukas Plöchl | –                         |
| 4. Februar 2011 – 10. Februar 2011 1 Woche (insgesamt 5) | 5                                        | Martin Solveig & Dragonette              | Hello Martin Solveig, Martina Sorbara | –                         |
| 11. Februar 2011 – 17. Februar 2011 1 Woche | 1                                        | Cornelia Mooswalder                      | Should Have Let You Love Me Stefanie J. Ridel, Michael Dennis Smith, Thomas Lee James                                                                                           | –                         |
| 18. Februar 2011 – 17. März 2011 4 Wochen (insgesamt 5) | 5                                        | Martin Solveig & Dragonette              | Hello Martin Solveig, Martina Sorbara | –                         |
| 18. März 2011 – 14. April 2011 4 Wochen | 4                                        | Lady Gaga                                | Born This Way Fernando Garibay, Paul Blair, Stefani Germanotta, Jeppe Breum Laursen                                                                                             | –                         |
| 15. April 2011 – 21. April 2011 1 Woche (insgesamt 2) | 2                                        | Jennifer Lopez feat. Pitbull             | On the Floor Armando Christian Perez, Nadir Khayat, Gonzalo Hermosa Gonzáles, Ulises Hermosa Gonzáles, Kinda Vivianne Hamid, Bilal Hajji, Achraf Jannusi, Geraldo Jacop Sandell | –                         |
| 22. April 2011 – 28. April 2011 1 Woche | 1                                        | Caro Emerald                             | A Night Like This David Christiaan Schreurs, Jan P. K. van Wieringen, Vincent Paul Degiorgio                                                                                    | –                         |
| 29. April 2011 – 5. Mai 2011 1 Woche (insgesamt 2) | 2                                        | Jennifer Lopez feat. Pitbull             | On the Floor Armando Christian Perez, Nadir Khayat, Gonzalo Hermosa Gonzáles, Ulises Hermosa Gonzáles, Kinda Vivianne Hamid, Bilal Hajji, Achraf Jannusi, Geraldo Jacop Sandell | –                         |
| 6. Mai 2011 – 19. Mai 2011 2 Wochen | 2                                        | Snoop Dogg vs. David Guetta              | Sweat Calvin Broadus, Niles Holowell-Dhar, David Singer Vine | –                         |
| 20. Mai 2011 – 16. Juni 2011 4 Wochen | 4                                        | Pietro Lombardi                          | Call My Name Dieter Bohlen | –                         |
| 17. Juni 2011 – 23. Juni 2011 1 Woche | 1                                        | LMFAO feat. Lauren Bennett & GoonRock    | Party Rock Anthem Stefan Kendal Gordy, Skyler Husten Gordy, David Jamahl Listenbee, Peter Henry Schroeder III                                                                   | –                         |
| 24. Juni 2011 – 11. August 2011 7 Wochen | 7                                        | Alexandra Stan                           | Mr. Saxobeat Andrei Nemirschi, Vasile Marcel Prodan | –                         |
| 12. August 2011 – 8. September 2011 4 Wochen | 4                                        | Lucenzo feat. Don Omar                   | Danza Kuduro William Omar Landron Rivera, Fabrice Cyril Toigo, Philippe Louis de Oliveira, Faouzi Barkati, Ali Fitzgerald Moore                                                 | –                         |
| 9. September 2011 – 22. September 2011 2 Wochen | 2                                        | Sak Noel                                 | Loca People (What the F**k!) Isaac Mahmood Noell | –                         |
| 23. September 2011 – 29. September 2011 1 Woche | 1                                        | Maroon 5 feat. Christina Aguilera        | Moves Like Jagger Benjamin Levi, Ammar Malik, Karl Johan Schuster, Adam Noah Levine                                                                                             | –                         |
| 30. September 2011 – 6. Oktober 2011 1 Woche | 1                                        | James Morrison                           | I Won’t Let You Go James Morrison Catchpole, Martin Brammer, Stephen Paul Robson                                                                                                | –                         |
| 7. Oktober 2011 – 13. Oktober 2011 1 Woche | 1                                        | Marlon Roudette                          | New Age Guy Antony Chambers, Marlon Roudette | –                         |
| 14. Oktober 2011 – 17. November 2011 5 Wochen | 5                                        | Hubert von Goisern                       | Brenna tuats guat Hubert von Goisern | –                         |
| 18. November 2011 – 24. November 2011 1 Woche | 1                                        | Aura Dione                               | Geronimo Aura Dione, David Jost, Joacim Persson, Thomas Troelsen, Ian O’Brien-Docker                                                                                            | –                         |
| 25. November 2011 – 1. Dezember 2011 1 Woche | 1                                        | Flo Rida                                 | Good Feeling Leroy Kirkland, Pearl Woods, Etta James, Tim Bergling, Lukasz Gottwald, Tramar Dillard, Breyan Stanley Isaac, Arash Andreas Pournouri, Henry Russell Walter        | –                         |
| 2. Dezember 2011 – 12. Januar 2012 6 Wochen | 6                                        | Taio Cruz feat. Flo Rida                 | Hangover Lukasz Gottwald, Henry Russell Walter, Taio Cruz | –                         |

## Alben
| ← 2010 ← | Liste der Nummer-eins-Alben in Österreich | Liste der Nummer-eins-Alben in Österreich     | Liste der Nummer-eins-Alben in Österreich | 2012 →                    |
| \| Zeitraum \| Wo. ges. \| Interpret \| Titel \| Zusätzliche Informationen \| \| (Zeitraum, Wochen auf Platz eins, Interpret, Titel, zusätzliche Informationen) \| \| \| \| \| \| ------------------------------------------------------------------------------ \| -------- \| --------------------------------------------- \| ------------------------------ \| ------------------------- \| \| 24. Dezember 2010 – 6. Januar 2011 2 Wochen \| 2 \| Michael Jackson \| Michael \| – \| \| 7. Januar 2011 – 20. Januar 2011 2 Wochen \| 2 \| Unheilig \| Große Freiheit \| – \| \| 21. Januar 2011 – 3. Februar 2011 2 Wochen \| 2 \| Wiener Philharmoniker / Franz Welser-Möst \| Neujahrskonzert 2011 \| – \| \| 4. Februar 2011 – 10. Februar 2011 1 Woche (insgesamt 2) \| 2 \| Adele \| 21 \| – \| \| 11. Februar 2011 – 17. Februar 2011 1 Woche (insgesamt 3) \| 3 \| Andrea Berg \| Schwerelos \| – \| \| 18. Februar 2011 – 10. März 2011 3 Wochen \| 3 \| Trackshittaz \| Oidaah pumpn muas’s \| – \| \| 11. März 2011 – 31. März 2011 3 Wochen \| 3 \| Peter Alexander \| Seine größten Erfolge und mehr \| – \| \| 1. April 2011 – 21. April 2011 3 Wochen \| 3 \| Herbert Grönemeyer \| Schiffsverkehr \| – \| \| 22. April 2011 – 28. April 2011 1 Woche \| 1 \| Foo Fighters \| Wasting Light \| – \| \| 29. April 2011 – 5. Mai 2011 1 Woche \| 1 \| SpongeBob Schwammkopf \| BOBmusik – Das gelbe Album \| – \| \| 6. Mai 2011 – 12. Mai 2011 1 Woche \| 1 \| Cornelia Mooswalder \| Star on the Horizon \| – \| \| 13. Mai 2011 – 19. Mai 2011 1 Woche \| 1 \| Hugh Laurie \| Let Them Talk \| – \| \| 20. Mai 2011 – 26. Mai 2011 1 Woche \| 1 \| Nik P. \| Der Junge mit der Luftgitarre \| – \| \| 27. Mai 2011 – 2. Juni 2011 1 Woche \| 1 \| Bushido \| Jenseits von Gut und Böse \| – \| \| 3. Juni 2011 – 9. Juni 2011 1 Woche \| 1 \| Lady Gaga \| Born This Way \| – \| \| 10. Juni 2011 – 7. Juli 2011 4 Wochen \| 4 \| Pietro Lombardi \| Jackpot \| – \| \| 8. Juli 2011 – 14. Juli 2011 1 Woche \| 1 \| Il Volo \| Il Volo \| – \| \| 15. Juli 2011 – 28. Juli 2011 2 Wochen \| 2 \| Trackshittaz \| Prolettn feian längaah \| – \| \| 29. Juli 2011 – 4. August 2011 1 Woche \| 1 \| Nockalm Quintett \| Zieh dich an und geh \| – \| \| 5. August 2011 – 11. August 2011 1 Woche \| 1 \| Die Amigos \| Mein Himmel auf Erden \| – \| \| 12. August 2011 – 25. August 2011 2 Wochen (insgesamt 10) \| 10 \| Amy Winehouse \| Back to Black \| – \| \| 26. August 2011 – 1. September 2011 1 Woche \| 1 \| Erwin Schrott, Anna Netrebko & Jonas Kaufmann \| Die Superstars der Klassik \| – \| \| 2. September 2011 – 8. September 2011 1 Woche \| 1 \| Andreas Gabalier \| Herzwerk \| – \| \| 9. September 2011 – 29. September 2011 3 Wochen \| 3 \| David Guetta \| Nothing but the Beat \| – \| \| 30. September 2011 – 6. Oktober 2011 1 Woche \| 1 \| SuperHeavy \| SuperHeavy \| – \| \| 7. Oktober 2011 – 13. Oktober 2011 1 Woche \| 1 \| Rosenstolz \| Wir sind am Leben \| – \| \| 14. Oktober 2011 – 27. Oktober 2011 2 Wochen \| 2 \| Andrea Berg \| Abenteuer \| – \| \| 28. Oktober 2011 – 1. Dezember 2011 5 Wochen \| 5 \| Andreas Gabalier \| Volks-Rock’n’Roller \| – \| \| 2. Dezember 2011 – 8. Dezember 2011 1 Woche \| 1 \| Rihanna \| Talk That Talk \| – \| \| 9. Dezember 2011 – 15. Dezember 2011 1 Woche \| 1 \| Kiddy Contest Kids \| Kiddy Contest Vol. 17 \| – \| \| 16. Dezember 2011 – 22. Dezember 2011 1 Woche \| 1 \| Amy Winehouse \| Lioness: Hidden Treasures \| – \| \| 23. Dezember 2011 – 12. Januar 2012 3 Wochen (insgesamt 8) \| 8 \| Michael Bublé \| Christmas \| – \| |                                           |                                               |                                           |                           |
| ← 2010 |                                           |                                               |                                           | → 2012 →                  |
| Zeitraum | Wo. ges.                                  | Interpret                                     | Titel                                     | Zusätzliche Informationen |
| (Zeitraum, Wochen auf Platz eins, Interpret, Titel, zusätzliche Informationen) |                                           |                                               |                                           |                           |
| 24. Dezember 2010 – 6. Januar 2011 2 Wochen | 2                                         | Michael Jackson                               | Michael                                   | –                         |
| 7. Januar 2011 – 20. Januar 2011 2 Wochen | 2                                         | Unheilig                                      | Große Freiheit                            | –                         |
| 21. Januar 2011 – 3. Februar 2011 2 Wochen | 2                                         | Wiener Philharmoniker / Franz Welser-Möst     | Neujahrskonzert 2011                      | –                         |
| 4. Februar 2011 – 10. Februar 2011 1 Woche (insgesamt 2) | 2                                         | Adele                                         | 21                                        | –                         |
| 11. Februar 2011 – 17. Februar 2011 1 Woche (insgesamt 3) | 3                                         | Andrea Berg                                   | Schwerelos                                | –                         |
| 18. Februar 2011 – 10. März 2011 3 Wochen | 3                                         | Trackshittaz                                  | Oidaah pumpn muas’s                       | –                         |
| 11. März 2011 – 31. März 2011 3 Wochen | 3                                         | Peter Alexander                               | Seine größten Erfolge und mehr            | –                         |
| 1. April 2011 – 21. April 2011 3 Wochen | 3                                         | Herbert Grönemeyer                            | Schiffsverkehr                            | –                         |
| 22. April 2011 – 28. April 2011 1 Woche | 1                                         | Foo Fighters                                  | Wasting Light                             | –                         |
| 29. April 2011 – 5. Mai 2011 1 Woche | 1                                         | SpongeBob Schwammkopf                         | BOBmusik – Das gelbe Album                | –                         |
| 6. Mai 2011 – 12. Mai 2011 1 Woche | 1                                         | Cornelia Mooswalder                           | Star on the Horizon                       | –                         |
| 13. Mai 2011 – 19. Mai 2011 1 Woche | 1                                         | Hugh Laurie                                   | Let Them Talk                             | –                         |
| 20. Mai 2011 – 26. Mai 2011 1 Woche | 1                                         | Nik P.                                        | Der Junge mit der Luftgitarre             | –                         |
| 27. Mai 2011 – 2. Juni 2011 1 Woche | 1                                         | Bushido                                       | Jenseits von Gut und Böse                 | –                         |
| 3. Juni 2011 – 9. Juni 2011 1 Woche | 1                                         | Lady Gaga                                     | Born This Way                             | –                         |
| 10. Juni 2011 – 7. Juli 2011 4 Wochen | 4                                         | Pietro Lombardi                               | Jackpot                                   | –                         |
| 8. Juli 2011 – 14. Juli 2011 1 Woche | 1                                         | Il Volo                                       | Il Volo                                   | –                         |
| 15. Juli 2011 – 28. Juli 2011 2 Wochen | 2                                         | Trackshittaz                                  | Prolettn feian längaah                    | –                         |
| 29. Juli 2011 – 4. August 2011 1 Woche | 1                                         | Nockalm Quintett                              | Zieh dich an und geh                      | –                         |
| 5. August 2011 – 11. August 2011 1 Woche | 1                                         | Die Amigos                                    | Mein Himmel auf Erden                     | –                         |
| 12. August 2011 – 25. August 2011 2 Wochen (insgesamt 10) | 10                                        | Amy Winehouse                                 | Back to Black                             | –                         |
| 26. August 2011 – 1. September 2011 1 Woche | 1                                         | Erwin Schrott, Anna Netrebko & Jonas Kaufmann | Die Superstars der Klassik                | –                         |
| 2. September 2011 – 8. September 2011 1 Woche | 1                                         | Andreas Gabalier                              | Herzwerk                                  | –                         |
| 9. September 2011 – 29. September 2011 3 Wochen | 3                                         | David Guetta                                  | Nothing but the Beat                      | –                         |
| 30. September 2011 – 6. Oktober 2011 1 Woche | 1                                         | SuperHeavy                                    | SuperHeavy                                | –                         |
| 7. Oktober 2011 – 13. Oktober 2011 1 Woche | 1                                         | Rosenstolz                                    | Wir sind am Leben                         | –                         |
| 14. Oktober 2011 – 27. Oktober 2011 2 Wochen | 2                                         | Andrea Berg                                   | Abenteuer                                 | –                         |
| 28. Oktober 2011 – 1. Dezember 2011 5 Wochen | 5                                         | Andreas Gabalier                              | Volks-Rock’n’Roller                       | –                         |
| 2. Dezember 2011 – 8. Dezember 2011 1 Woche | 1                                         | Rihanna                                       | Talk That Talk                            | –                         |
| 9. Dezember 2011 – 15. Dezember 2011 1 Woche | 1                                         | Kiddy Contest Kids                            | Kiddy Contest Vol. 17                     | –                         |
| 16. Dezember 2011 – 22. Dezember 2011 1 Woche | 1                                         | Amy Winehouse                                 | Lioness: Hidden Treasures                 | –                         |
| 23. Dezember 2011 – 12. Januar 2012 3 Wochen (insgesamt 8) | 8                                         | Michael Bublé                                 | Christmas                                 | –                         |

## Jahreshitparaden
| ← 2010 ← | Liste der Nummer-eins-Hits in Österreich | Liste der Nummer-eins-Hits in Österreich | Liste der Nummer-eins-Hits in Österreich | 2012 →   |
| \| Singles \| Position# \| Alben \| \| ------------------------------------------------------------------------------------------------------------------------------------------------------------------------------------------------------------ \| --------- \| ------------------------------------ \| \| On the Floor Jennifer Lopez feat. Pitbull Armando Christian Perez, Nadir Khayat, Gonzalo Hermosa Gonzáles, Ulises Hermosa Gonzáles, Kinda Vivianne Hamid, Bilal Hajji, Achraf Jannusi, Geraldo Jacop Sandell \| 1 \| Herzwerk Andreas Gabalier \| \| Mr. Saxobeat Alexandra Stan Andrei Nemirschi, Vasile Marcel Prodan \| 2 \| 21 Adele \| \| Sweat Snoop Dogg vs. David Guetta Calvin Broadus, Niles Holowell-Dhar, David Singer Vine \| 3 \| Volks-Rock’n’Roller Andreas Gabalier \| \| Danza Kuduro Lucenzo feat. Don Omar William Omar Landron Rivera, Fabrice Cyril Toigo, Philippe Louis de Oliveira, Faouzi Barkati, Ali Fitzgerald Moore \| 4 \| Da komm’ ich her Andreas Gabalier \| \| Hello Martin Solveig & Dragonette Martin Solveig, Martina Sorbara \| 5 \| EntwederUndOder Hubert von Goisern \| \| Party Rock Anthem LMFAO feat. Lauren Bennett & GoonRock Stefan Kendal Gordy, Skyler Husten Gordy, David Jamahl Listenbee, Peter Henry Schroeder III \| 6 \| Nothing but the Beat David Guetta \| \| Give Me Everything Pitbull feat. Ne-Yo, Afrojack & Nayer Musik: Nick L. van de Wall; Text: Shaffer Smith, Armando Christian Pérez \| 7 \| Große Freiheit Unheilig \| \| Brenna tuats guat Hubert von Goisern \| 8 \| Schwerelos Andrea Berg \| \| The Time (Dirty Bit) The Black Eyed Peas Will Adams, Allan Apll Pineda, Jaime Luis Gomez, Stacy Ferguson, Adam Charles Wood Freeland, Alexander Charles Lachlan Drury \| 9 \| Schiffsverkehr Herbert Grönemeyer \| \| I sing a Liad für di Andreas Gabalier \| 10 \| Doo-Wops & Hooligans Bruno Mars \| |                                          |                                          |                                          |          |
| ← 2010 |                                          |                                          |                                          | → 2012 → |
| Singles | Position#                                | Alben                                    |                                          |          |
| On the Floor Jennifer Lopez feat. Pitbull Armando Christian Perez, Nadir Khayat, Gonzalo Hermosa Gonzáles, Ulises Hermosa Gonzáles, Kinda Vivianne Hamid, Bilal Hajji, Achraf Jannusi, Geraldo Jacop Sandell | 1                                        | Herzwerk Andreas Gabalier                |                                          |          |
| Mr. Saxobeat Alexandra Stan Andrei Nemirschi, Vasile Marcel Prodan | 2                                        | 21 Adele                                 |                                          |          |
| Sweat Snoop Dogg vs. David Guetta Calvin Broadus, Niles Holowell-Dhar, David Singer Vine | 3                                        | Volks-Rock’n’Roller Andreas Gabalier     |                                          |          |
| Danza Kuduro Lucenzo feat. Don Omar William Omar Landron Rivera, Fabrice Cyril Toigo, Philippe Louis de Oliveira, Faouzi Barkati, Ali Fitzgerald Moore | 4                                        | Da komm’ ich her Andreas Gabalier        |                                          |          |
| Hello Martin Solveig & Dragonette Martin Solveig, Martina Sorbara | 5                                        | EntwederUndOder Hubert von Goisern       |                                          |          |
| Party Rock Anthem LMFAO feat. Lauren Bennett & GoonRock Stefan Kendal Gordy, Skyler Husten Gordy, David Jamahl Listenbee, Peter Henry Schroeder III | 6                                        | Nothing but the Beat David Guetta        |                                          |          |
| Give Me Everything Pitbull feat. Ne-Yo, Afrojack & Nayer Musik: Nick L. van de Wall; Text: Shaffer Smith, Armando Christian Pérez | 7                                        | Große Freiheit Unheilig                  |                                          |          |
| Brenna tuats guat Hubert von Goisern | 8                                        | Schwerelos Andrea Berg                   |                                          |          |
| The Time (Dirty Bit) The Black Eyed Peas Will Adams, Allan Apll Pineda, Jaime Luis Gomez, Stacy Ferguson, Adam Charles Wood Freeland, Alexander Charles Lachlan Drury | 9                                        | Schiffsverkehr Herbert Grönemeyer        |                                          |          |
| I sing a Liad für di Andreas Gabalier | 10                                       | Doo-Wops & Hooligans Bruno Mars          |                                          |          |